# Ganej Jochanan
Ganej Jochanan (hebrejsky גַּנֵּי יוֹחָנָן, doslova „Jochananovy zahrady“, v oficiálním přepisu do angličtiny Ganne Yohanan, přepisováno též Ganei Yohanan) je vesnice typu mošav v Izraeli, v Centrálním distriktu, v Oblastní radě Gezer.

## Geografie
Leží v nadmořské výšce 63 metrů na pomezí hustě osídlené a zemědělsky intenzivně využívané pobřežní nížiny a regionu Šefela, na jihovýchodním okraji aglomerace Tel Avivu.
Obec se nachází 15 kilometrů od břehu Středozemního moře, cca 25 kilometrů jihovýchodně od centra Tel Avivu, cca 38 kilometrů severozápadně od historického jádra Jeruzalému a necelý kilometr od severního okraje města Mazkeret Batja. Ganej Jochanan obývají Židé, přičemž osídlení v tomto regionu je etnicky převážně židovské.
Ganej Jochanan je na dopravní síť napojena pomocí místní silnice číslo 4233.

## Dějiny
Ganej Jochanan byl založen v roce 1950. Šlo o součást osidlovací vlny, která v tomto regionu začala po vzniku státu Izrael od roku 1949 pod dohledem Židovské agentury. V lednu 1950 se v této lokalitě usadili první osadníci. Šlo o dosavadní obyvatele přistěhovaleckého tábora poblíž Netanje, kteří patřili mezi židovské imigranty z Polska, Rumunska a jižní Ameriky.
Zpočátku šlo o provizorní příbytky poskytnuté Židovskou agenturou. Nejdříve byla nová osada nazývána Ganej Jona (גני – יונה), později získala současné jméno. Během 50. let 20. století byla ekonomická situace vesnice složitá a mnoho obyvatel ji opustilo. V zimě čelila záplavám. Opuštěná hospodářství pak byla dosidlována Židy původem z Libye a Jemenu. Během 60. let 20. století probíhal rozvoj zemědělství (pěstování květin, zeleniny, skleníkové hospodářství a chov drůbeže), ale část obyvatel začala nacházet pracovní místa i v jiných oborech. 70. léta 20. století přinesla další vlnu vystěhovalectví a cca 18 usedlostí zůstávalo opuštěných. Byly postupně dosidlovány mladou generací zdejších usedlíků. Během 80. let 20. století význam zemědělství v rámci místní ekonomiky dále klesal. Obec se postupně proměnila v rezidenční předměstí Mazkeret Batja.
Mošav je pojmenován podle Jochanana Kreminického.

## Demografie
Podle údajů z roku 2014 tvořili naprostou většinu obyvatel v Ganej Jochanan Židé (včetně statistické kategorie "ostatní", která zahrnuje nearabské obyvatele židovského původu ale bez formální příslušnosti k židovskému náboženství).
Jde o menší obec vesnického typu s dlouhodobě rostoucí populací. K 31. prosinci 2014 zde žilo 610 lidí. Během roku 2014 populace stoupla o 2,5 %.
| Rok            | 1961 | 1972 | 1983 | 1995 | 2001 | 2003 | 2004 | 2005 | 2006 | 2007 | 2008 | 2009 | 2010 | 2011 | 2012 | 2013 | 2014 |
| -------------- | ---- | ---- | ---- | ---- | ---- | ---- | ---- | ---- | ---- | ---- | ---- | ---- | ---- | ---- | ---- | ---- | ---- |
| Počet obyvatel | 352  | 286  | 273  | 380  | 538  | 580  | 593  | 599  | 637  | 652  | 670  | 549  | 577  | 594  | 605  | 595  | 610  |